# Guache (percusión)
El guache es un instrumento musical idiófono de origen indígena, típico del Caribe Colombiano, que pertenece al grupo de los agitados o sacudidos. 
Es de cuerpo cilíndrico, originalmente fabricado de guadua o de bambú, y relleno de semillas de capacho; actualmente, por lo general es metálico (de acero inoxidable o de latón), con estrías o perforaciones y pequeños percutores dentro, como semillas, piedrecillas y fragmentos de vidrio. El cilindro es de 10 centímetros de diámetro por 40 de largo.
Las semillas de capacho son las más usadas por su resistencia y sonido característico.
El guache es utilizado en la ejecución de cumbias y otras danzas. El músico lo toma con las dos manos a la altura del pecho y lo sacude rítmicamente de arriba abajo.
El guache tiene como función marcar el ritmo asincopado, dando sonido a los acentos débiles de cada compás.